# Middleton (Northamptonshire)
Middleton is een civil parish in het bestuurlijke gebied Corby, in het Engelse graafschap Northamptonshire met 414 inwoners.